# Ptininae
Ptininae jsou podčeleď brouků z čeledi Anobiidae. Mají kulovité tělo, dlouhé nohy a chybí jim křídla. Většinou jsou 1–5 mm dlouzí. Jak larvy tak dospělí brouci jsou mrchožrouti nebo se živí různými zbytky živočišného původu. Rozmnožují se ve dvou až třech generacích ročně.

## Rody
Dosud bylo poznáno a popsáno 11 rodů taxonu Ptinidae:
- Gibbium Scopoli, 1777
- Gnostus Westwood, 1855
- Mezium Curtis, 1828
- Niptinus Fall, 1905
- Niptus Boieldieu, 1856
- Pitnus Gorham, 1883
- Pseudeurostus Heyden, 1906
- Ptinus Linnaeus, 1766
- Sphaericus Wollaston, 1854
- Tipnus Thomson, 1863
- Trigonogenius Solier, 1849